# Sjevernoamerička ploča
Sjevernoamerička ploča je tektonska ploča koja pokriva veći dio Sjeverne Amerike, Grenlanda, Kube, Bahama, krajnje sjeveroistočne Azije te dijelove Islanda i Azora. S površinom od 76 milijuna km2 to je druga najveća tektonska ploča na Zemlji, iza Tihooceanske ploče (koja graniči s ovom pločom na zapadu).
Prostire se prema istoku do Srednjoatlantskog hrpta i prema zapadu do lanca Čerskij u istočnom Sibiru. Ploča uključuje i kontinentalnu i oceansku koru. Unutrašnjost glavne kontinentalne kopnene mase obuhvaća opsežnu granitnu jezgru koja se naziva kraton. Uz većinu rubova ovog kratona su fragmenti kore materijala nazivaju terenima (eng. Terrane), koji su prirasli na kraton tektonskim akcijama tijekom dugog vremenskog perioda. Smatra se da je veći dio Sjeverne Amerike zapadno od Stjenjaka sastavljen od takvih terena.

## Granice
Južna granica s pločom Kokos na zapadu i Karipskom pločom na istoku je transformni rasjed, kojeg čini transformni rasjed Labuđih otoka pod Karipskim morem i rasjed Motagua u Gvatemali. Paralelni rasjedi Septentrional-Oriente i Enriquillo-Plantain Garden, koji prolaze kroz otok Hispaniola i čine granicu mikroploču Gonâve, također su dio granice. Ostatak južnog ruba koji se proteže na istok do Srednjoatlantskog hrpta i označava granicu između Sjevernoameričke ploče i Južnoameričke ploče je nejasan, ali je smješten u blizini zone loma 15-20 oko 16°S.
Na istočnoj strani nalazi se divergentna granica s Euroazijskom pločom na sjeveru te Afričkom pločom na jugu, formirajući sjeverni dio Srednjoatlantskog hrpta. 
Na sjevernoj granici je nastavak srednjoatlantskog hrpta nazvan hrbat Gakkel. Ostatak granice na krajnjem sjeverozapadnom dijelu ploče proteže se u Sibir. Ova se granica nastavlja od kraja grebena Gakkel kao pukotina mora Laptev, pa sve do prijelazne deformacijske zone u lancu Čerskij, zatim rasjeda Ulakhan između nje i Ohotske ploče, i na kraju Aleutskog rova do kraja sustava rasjeda kraljice Charlotte.
Zapadna granica je rasjed kraljice Charlotte koji se proteže duž obale Aljaske i zone subdukcije Cascadia na sjeveru, rasjeda San Andreas kroz Kaliforniju, kontinentskog podnožja istočnog Pacifika u Kalifornijskom zaljevu i Srednjoamerički rov na jugu.
Na svom zapadnom rubu, ploča Farallon se podvlači ispod Sjevernoameričke ploče još od doba Jure. Ploča Farallon gotovo je potpuno podvučena ispod zapadnog dijela Sjevernoameričke ploče, ostavljajući taj dio Sjevernoameričke ploče u kontaktu (transformni rasjed) s Tihooceanskom pločom kao Rasjed San Andreas. Ploče Juan de Fuca, Explorer, Gorda, Rivera, Kokos i Nazca ostaci su ploče Farallon.
Granica uz Kalifornijski zaljev je složena. Zaljev je istaknut zonom raskoline Kalifornijskog zaljeva, nizom raskolinskih bazena i segmentima transfornih rasjeda između sjevernog kraja kontinentskog podnožja Istočnog Pacifika na ulazu u zaljev do sustava rasjeda San Andreas u blizini raskoline procjepa Salton/seizmičke zone Brawley.
Općenito je prihvaćeno da je komad Sjevernoameričke ploče odlomljen i transportiran na sjever dok se kontinentsko podnožje istočnog Pacifika širilo prema sjeveru, stvarajući Kalifornijski zaljev. Međutim, još uvijek nije jasno je li oceanska kora istočno od kontinentskog podnožja i zapadno od kopnene obale Meksika zapravo nova ploča koja se počinje približavati Sjevernoameričkoj ploči, u skladu sa standardnim modelom.

## Vruće točke
Smatra se da postoji nekoliko vrućih točaka ispod Sjevernoameričke ploče. Najistaknutije vruće točke su Yellowstone (Wyoming), Lineament Jemez (Novi Meksiko) i Anahim (Britanska Kolumbija). Smatra se da ih uzrokuje uski tok vrućeg plašta koji izlazi iz granice jezgra-plašt zvan plaštna perjanica (eng. mantle plume), iako neki geolozi smatraju da je vjerojatniji uzrok konvekcija gornjeg plašta. Smatra se da su vruće točke Yellowstone i Anahim prvi put pojavile tijekom razdoblja miocena, a još uvijek su geološki aktivna, stvarajući potrese i vulkane. Vruća točka Yellowstone najznačajnija je po Yellowstonskoj kalderi i mnogim kalderama koje leže u dolini rijeke Snake, dok je vruća točka Anahim najznačajnija po vulkanskom pojasu Anahim, koji se trenutno nalazi na području stošca Nazko.

## Kretanje ploče
Sjevernoamerička ploča uglavnom se kreće u otprilike jugozapadnom smjeru od Srednjoatlantskog hrpta brzinom od oko 2,3 centimetra godišnje. Istodobno se Tihooceanska ploča kreće prema sjeverozapadu brzinom između 7 i 11 cm godišnje.
Kretanje ploče ne može biti zbog subdukcije, jer se niti jedan dio Sjevernoameričke ploče ne podriva, osim malog dijela koji obuhvaća dio Portorikanskog rova; pa se i dalje istražuju drugi mehanizmi.
Jedno nedavno istraživanje sugerira da konvektivna struja plašta pokreće ploču.